# Chopicalqui
Il Chopicalqui è una montagna della Cordillera Blanca (Ande). È situata in Perù, nella provincia di Yungay, regione di Ancash, e fa parte del massiccio montuoso chiamato Macizo de Huascarán. 

## Descrizione
Il suo nome deriva dalle parole quechua chopi (centro) e callquii (calzare, incastrare, spazio stretto). La sua posizione, tra la montagna dell'Huascarán e il massiccio del Contrahierbas, avvalorerebbe il significato di "montagna incastrata al centro".
In realtà, l'alpinismo odierno con il nome Chopicalqui tende a distinguere due cime con una propria entità: il Chopicalqui Norte (6.050 m) e il Chopicalqui propriamente detto (6.354 m). 
Quest'ultimo è divenuto una vera e propria “classica” andina, molto frequentata soprattutto per la via dei primi salitori sulla cresta sud-ovest. La via è stata aperta il 3 agosto 1932 da H. Hoerlin, E. Schneider, P. Borchers, E. Hein.
Il Chopicalqui Norte, invece, è stato salito per la prima volta solo il 12 luglio 1969 per la cresta nord-ovest dalla cordata americana formata da Alan Cooper, Boyd N. Everett, Jim Janney e William Philips.
Il 15 giugno 2011 il peruano Cesar Rosales  ha stabilito il record di velocità partendo da Cebollapampa - Vetta Chopicalqui - Cebollapampa in un tempo di 4 ore 43 minuti, correndo lungo la via classica.